# شيكاغو بلاكهوكس
شيكاغو بلاكهوكس (بالإنجليزية: Chicago Blackhawks)‏ هو فريق هوكي جليد أمريكي محترف يلعب في الشعبة الوسطى من القسم الغربي في دوري الهوكي الوطني (NHL). حاز على كأس ستانلي ست مرات أعوام، منها ثلاث ألقاب في الأعوام الستة الأخيرة 1934، 1938، 1961، 2010، 2013، 2015 .